# 衣纱布菲
衣纱布菲（英語：ISABUFEI）是由莫非、布布创立的服装品牌，该品牌起初做婚纱礼服，2015年后推出一批“手工仙裙”系列服饰，之后将其业务重心逐渐转移到成衣市场。